# 萨尼奥阿尼 (莫加多鲁)
萨尼奥阿尼是葡萄牙布拉干萨区的一个堂区。总面积12.64平方公里，总人口149人，人口密度11.8人/平方公里。